# Ballans
Ballans est une commune du Sud-Ouest de la France située dans le département de la Charente-Maritime, en région Nouvelle-Aquitaine.
Ses habitants sont appelés les Ballansois ou Balançais et les Ballansoises ou Balançaises.

## Géographie

### Localisation et accès
Ballans est située près de la D 939 qui va de Matha à Rouillac et desservie par des routes départementales.

### Communes limitrophes
|                     | Louzignac                | Siecq       |
| Brie-sous-Matha     | Ballans                  | Macqueville |
| Bréville (Charente) | Sainte-Sévère (Charente) |             |

### Géologie et relief
Cette zone calcaire jurassique, qui date du  Tithonien (anciennement nommé étage Portlandien), à la limite des terrains du Jurassique supérieur  et du Crétacé inférieur (étage Berriasien), présente des affleurements de marnes et d'argiles.
C'est une zone au relief peu accentué qui fait partie du bassin versant du fleuve Charente.
Ballans est une commune située sur une colline qui domine de ses 82 mètres le Pays-bas et les terres basses de la commune (24 mètres pour les plus basses).

### Climat
Le climat est océanique aquitain.

## Toponymie
Son nom d'origine celte signifie « basse terre »[réf. nécessaire].

## Histoire
C'est à Ballans que Richard Ier d'Angleterre défit son père Henri II d'Angleterre le 4 juillet 1189, devenant ainsi roi d'Angleterre.
En 1417,  Jean Godefroy était seigneur de Ballans.
L'état des paroisses de 1686 nous précise que la paroisse de Ballant a pour seigneur Louis Audouyn, comporte 80 feux et que la terre y produit des grains et du vin.
Le baron de Livenne était seigneur de Ballans au XVIIIe siècle ; le botaniste Bernard de Jussieu lui fait cadeau d'un cèdre en 1734. Par sa circonférence et sa majesté, il détrône le cèdre du Jardin des plantes de Paris, planté par Bernard de Jussieu la même année. Un troisième cèdre, ramené du Liban avec les deux premiers arbres, fut planté par Bernard de Jussieu dans sa propriété du Loiret, mais, mort il y a quelques années, il a finalement été abattu.
En 1789, Ballans a participé à la rédaction du cahier de doléances ce qui nous donne des renseignements précieux : « La paroisse de Ballans se plaint de ce que les dîmes ecclésiastiques soient payées au collège de Saintes et de ce que les curés soient privés non seulement des moyens d’être charitables mais même de leurs propres besoins. Elle réclame la pitié, la justice de votre Majesté à cet égard pour que les dîmes soient rendues au curé à la charge d’entretenir l’église et le presbytère, de remplir les autres fonctions et devoirs gratuitement et sans casuel et, comme la dîme de cette paroisse est affectée au Collège de Saintes, votre Majesté est très humblement suppliée d’ordonner que sur toutes les dîmes ecclésiastiques et autres bénéfices, il sera levé annuellement une somme équivalente à celle de la ferme de dîme de la dite paroisse montant actuellement à dix-sept cent cinquante livres ».
Au siècle dernier l’activité principale était l’élevage et le commerce de chevaux.

## Administration

### Liste des maires
| Période                                  | Période  | Identité           | Étiquette | Qualité  |
| ---------------------------------------- | -------- | ------------------ | --------- | -------- |
| avant 1981                               | ?        | Kléber Moindron    | PS        |          |
| 2001                                     | 2014     | Annie Trimoulinard |           |          |
| 2014                                     | En cours | Marie-Agnès Begey  |           | Employée |
| Les données manquantes sont à compléter. |          |                    |           |          |

### Intercommunalité
Ballans fait partie de la communauté de communes du Pays de Matha qui regroupe les 25 communes du canton de Matha. Ce canton pour 4,21 % de la superficie du département de la Charente-Maritime ne représente que 1,64 % de sa population.
Le régime fiscal est celui de la fiscalité additionnelle.

## Urbanisme

### Typologie
Au 1er janvier 2024, Ballans est catégorisée commune rurale à habitat dispersé, selon la nouvelle grille communale de densité à 7 niveaux définie par l'Insee en 2022.
Elle est située hors unité urbaine et hors attraction des villes,.

### Occupation des sols
L'occupation des sols de la commune, telle qu'elle ressort de la base de données européenne d’occupation biophysique des sols Corine Land Cover (CLC), est marquée par l'importance des territoires agricoles (93,7 % en 2018), en diminution par rapport à 1990 (99,9 %). La répartition détaillée en 2018 est la suivante : 
terres arables (39,3 %), cultures permanentes (34,8 %), zones agricoles hétérogènes (19,6 %), zones urbanisées (6,3 %). L'évolution de l’occupation des sols de la commune et de ses infrastructures peut être observée sur les différentes représentations cartographiques du territoire : la carte de Cassini (XVIIIe siècle), la carte d'état-major (1820-1866) et les cartes ou photos aériennes de l'IGN pour la période actuelle (1950 à aujourd'hui).

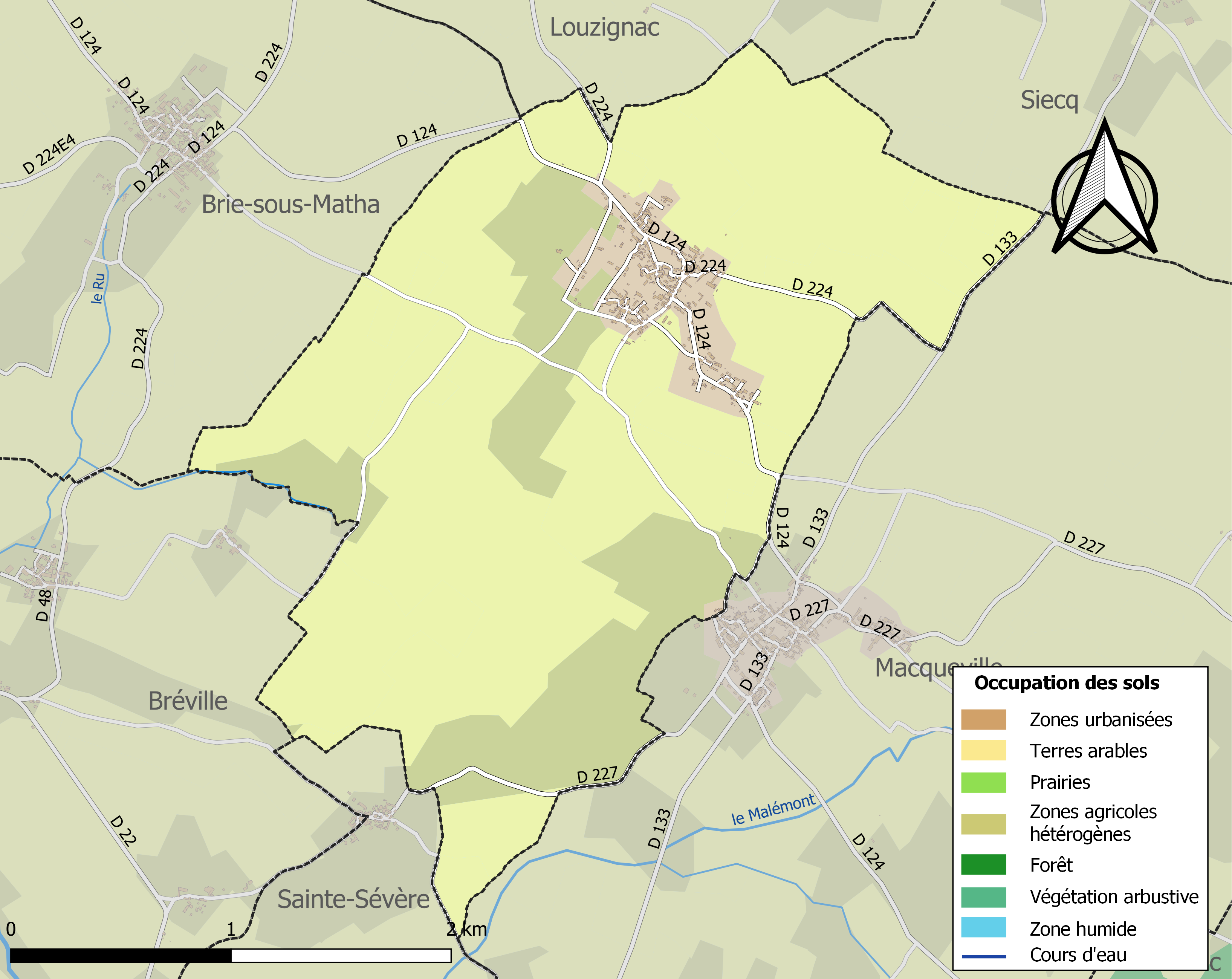
Carte des infrastructures et de l'occupation des sols de la commune en 2018 (CLC).

### Risques majeurs
Le territoire de la commune de Ballans est vulnérable à différents aléas naturels : météorologiques (tempête, orage, neige, grand froid, canicule ou sécheresse), inondations, mouvements de terrains et séisme (sismicité modérée). Il est également exposé à un risque technologique,  le transport de matières dangereuses. Un site publié par le BRGM permet d'évaluer simplement et rapidement les risques d'un bien localisé soit par son adresse soit par le numéro de sa parcelle.

#### Risques naturels
Certaines parties du territoire communal sont susceptibles d’être affectées par le risque d’inondation par débordement de cours d'eau. La commune a été reconnue en état de catastrophe naturelle au titre des dommages causés par les inondations et coulées de boue survenues en 1982, 1999 et 2010,.

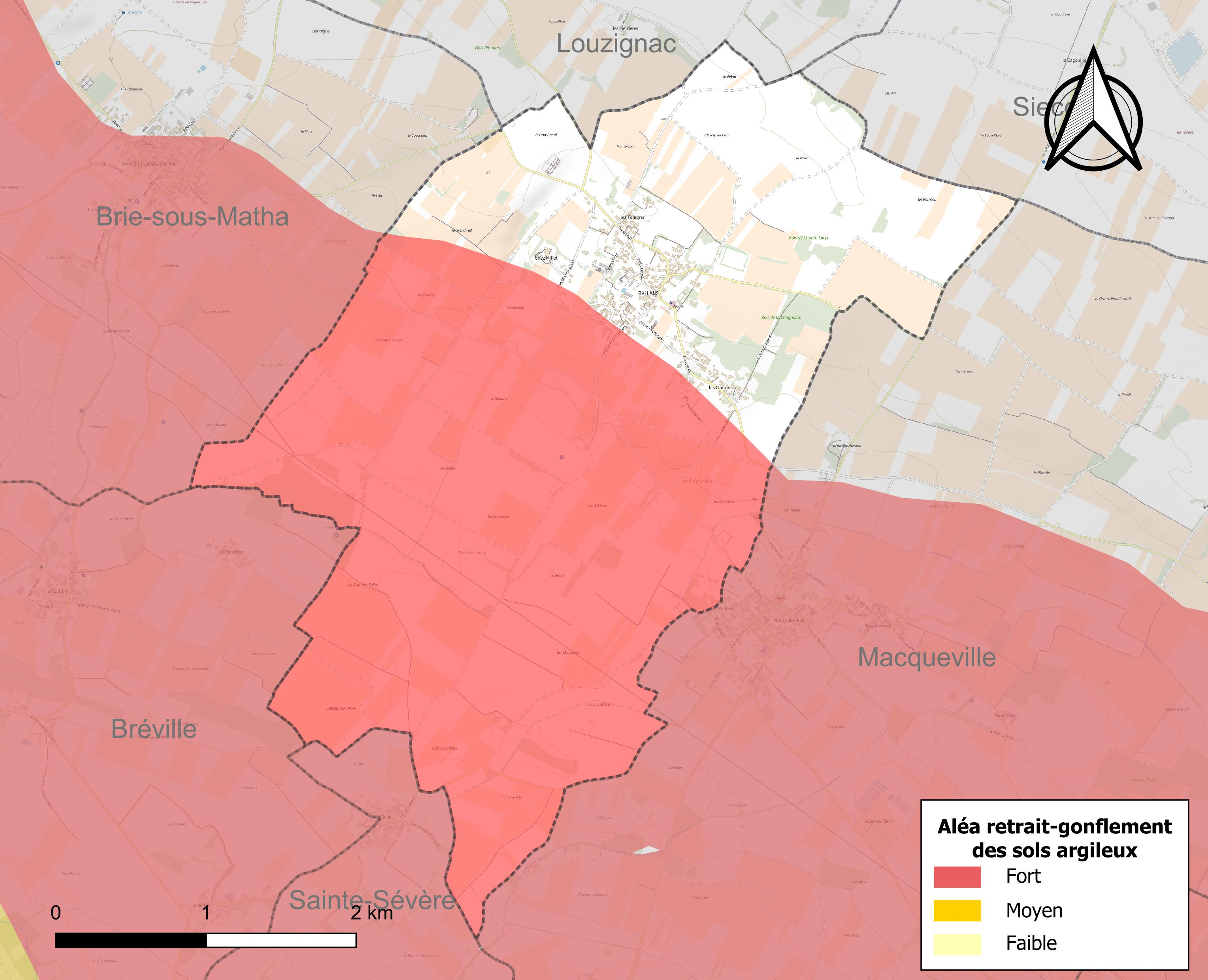
Carte des zones d'aléa retrait-gonflement des sols argileux de Ballans.

Les mouvements de terrains susceptibles de se produire sur la commune sont des tassements différentiels.
Le retrait-gonflement des sols argileux est susceptible d'engendrer des dommages importants aux bâtiments en cas d’alternance de périodes de sécheresse et de pluie. 63,8 % de la superficie communale est en aléa moyen ou fort (54,2 % au niveau départemental et 48,5 % au niveau national). Sur les 143 bâtiments dénombrés sur la commune en 2019,  12 sont en aléa moyen ou fort, soit 8 %, à comparer aux 57 % au niveau départemental et 54 % au niveau national. Une cartographie de l'exposition du territoire national au retrait gonflement des sols argileux est disponible sur le site du BRGM,.
Par ailleurs, afin de mieux appréhender le risque d’affaissement de terrain, l'inventaire national des cavités souterraines permet de localiser celles situées sur la commune.
Concernant les mouvements de terrains, la commune a été reconnue en état de catastrophe naturelle au titre des dommages causés par des mouvements de terrain en 1999 et 2010.

#### Risques technologiques
Le risque de transport de matières dangereuses sur la commune est lié à sa traversée par une ou des infrastructures routières ou ferroviaires importantes ou la présence d'une canalisation de transport d'hydrocarbures. Un accident se produisant sur de telles infrastructures est susceptible d’avoir des effets graves sur les biens, les personnes ou l'environnement, selon la nature du matériau transporté. Des dispositions d’urbanisme peuvent être préconisées en conséquence.

## Démographie

### Évolution démographique
L'évolution du nombre d'habitants est connue à travers les recensements de la population effectués dans la commune depuis 1793. Pour les communes de moins de 10 000 habitants, une enquête de recensement portant sur toute la population est réalisée tous les cinq ans, les populations de référence des années intermédiaires étant quant à elles estimées par interpolation ou extrapolation. Pour la commune, le premier recensement exhaustif entrant dans le cadre du nouveau dispositif a été réalisé en 2006.

En 2022, la commune comptait 203 habitants, en évolution de +2,53 % par rapport à 2016 (Charente-Maritime : +4,04 %, France hors Mayotte : +2,11 %).
| 1793 | 1800 | 1806 | 1821 | 1831 | 1836 | 1841 | 1846 | 1851 |
| ---- | ---- | ---- | ---- | ---- | ---- | ---- | ---- | ---- |
| 495  | 500  | 544  | 554  | 563  | 563  | 559  | 571  | 600  |

| 1856 | 1861 | 1866 | 1872 | 1876 | 1881 | 1886 | 1891 | 1896 |
| ---- | ---- | ---- | ---- | ---- | ---- | ---- | ---- | ---- |
| 588  | 566  | 558  | 565  | 548  | 541  | 516  | 504  | 510  |

| 1901 | 1906 | 1911 | 1921 | 1926 | 1931 | 1936 | 1946 | 1954 |
| ---- | ---- | ---- | ---- | ---- | ---- | ---- | ---- | ---- |
| 475  | 405  | 383  | 322  | 327  | 297  | 302  | 280  | 285  |

| 1962 | 1968 | 1975 | 1982 | 1990 | 1999 | 2006 | 2011 | 2016 |
| ---- | ---- | ---- | ---- | ---- | ---- | ---- | ---- | ---- |
| 280  | 255  | 224  | 225  | 204  | 218  | 200  | 210  | 198  |

| 2021 | 2022 | - | - | - | - | - | - | - |
| ---- | ---- | - | - | - | - | - | - | - |
| 200  | 203  | - | - | - | - | - | - | - |

### Pyramide des âges
En 2018, le taux de personnes d'un âge inférieur à 30 ans s'élève à 29,3 %, soit au-dessus de la moyenne départementale (29 %). À l'inverse, le taux de personnes d'âge supérieur à 60 ans est de 31,3 % la même année, alors qu'il est de 34,9 % au niveau départemental.
En 2018, la commune comptait 95 hommes pour 101 femmes, soit un taux de 51,53 % de femmes, légèrement inférieur au taux départemental (52,15 %).
Les pyramides des âges de la commune et du département s'établissent comme suit.
| Hommes | Classe d’âge | Femmes |
| ------ | ------------ | ------ |
| 0,0    | 90 ou +      | 3,9    |
| 8,3    | 75-89 ans    | 8,8    |
| 20,8   | 60-74 ans    | 20,6   |
| 22,9   | 45-59 ans    | 17,6   |
| 20,8   | 30-44 ans    | 17,6   |
| 9,4    | 15-29 ans    | 13,7   |
| 17,7   | 0-14 ans     | 17,6   |

| Hommes | Classe d’âge | Femmes |
| ------ | ------------ | ------ |
| 1,1    | 90 ou +      | 2,6    |
| 10,1   | 75-89 ans    | 12,6   |
| 22     | 60-74 ans    | 23,2   |
| 20,1   | 45-59 ans    | 19,7   |
| 16,1   | 30-44 ans    | 15,6   |
| 15,2   | 15-29 ans    | 12,7   |
| 15,4   | 0-14 ans     | 13,6   |

## Économie et emploi
D'après le recensement de 1999, il y a 79 actifs dont 58 sont salariés et 21 non salariés.
L'activité est totalement liée à la viticulture dans cette commune des Fins Bois de la région délimitée cognac.
La commune abrite également un élevage de faisans.
La commune compte un commerce multi-services rural avec bar et une agence postale.

## Enseignement
L'école est un regroupement pédagogique intercommunal (RPI) entre Macqueville, Neuvicq, Siecq et Ballans.
Ballans accueille une classe qui regroupe grande section enfantine et C.P.

## Vie locale
Circuit de randonnée pédestre.
Terrain de tennis.
Fête locale le troisième week-end de juin, feu d'artifice le 14 juillet et vide grenier des écoles le 1er dimanche d'octobre.

### Associations
Il y a le Club des anciens, le comité des fêtes et l'ACCA, société de chasse.

## Lieux et monuments

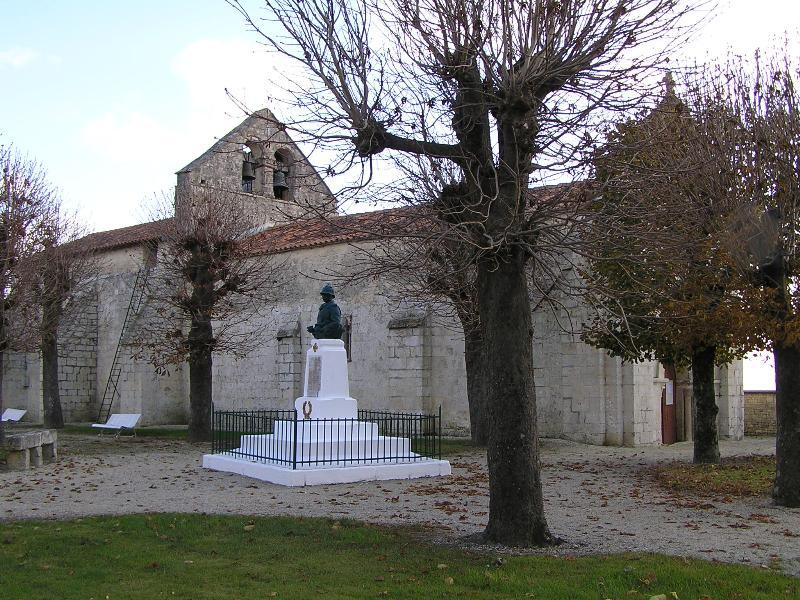
Église Saint-Jacques.

L’église Saint-Jacques a été remaniée au XVe siècle. Le chœur et l’abside ont conservé leur voûte en arc brisé et sont séparés par deux petites colonnes surmontées de chapiteaux ornés de feuillages gothiques.
Le petit patrimoine rural est représenté par les porches charentais, les fontaines dont une alimente un lavoir, les puits dont un date du XVIIe siècle.
Un arbre remarquable : un cèdre du Liban rapporté au baron de Livenne, seigneur de Ballans, par le botaniste Bernard de Jussieu en 1734. Ce cèdre, bien qu'ayant été frappé par la foudre domine le village. Il a été rapporté en même temps que celui du Jardin des plantes de Paris.

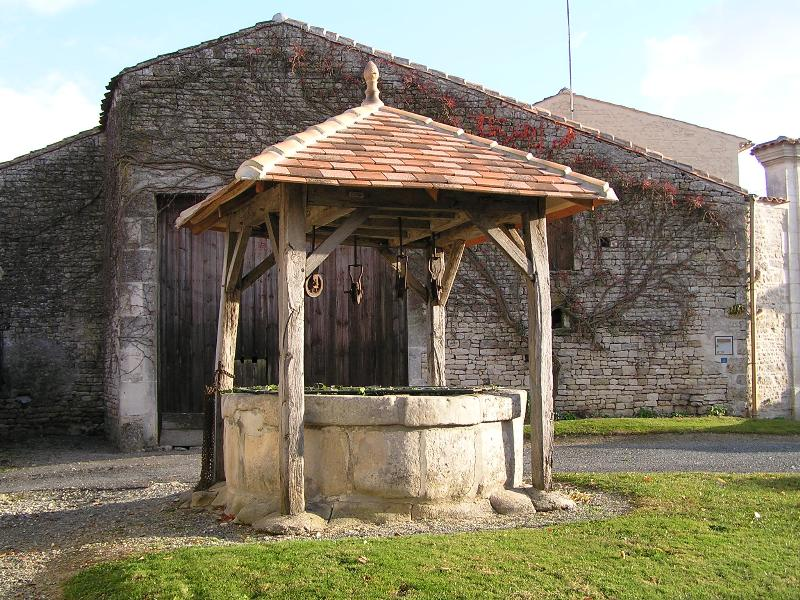
Ancien puits.